# Santi in adorazione dell'eucaristia
Santi in adorazione dell'eucaristia è un dipinto conservato nella chiesa della Santissima Annunziata di Lucca e attribuito da Roberto Contini a Giovanni Marracci.

## Descrizione
Anche se non è possibile risalire alla collocazione originaria di quest'opera, Contini ne ha proposto la datazione alla fine degli anni settanta e ottanta del Seicento in base all'impronta lucchese del santo inserito al centro, forse Francesco d'Assisi, in adorazione del pane eucaristico. I personaggi in questa tela sono l'Arcangelo Raffaele che accompagna il Bambino verso il pane eucaristico. Fra le rocce del sentiero appaiono le figure dei santi Gaetano, Ignazio di Loyola, Domenico e Antonio da Padova e nella zona superiore appaiono la Vergine e gli angeli col calice dell'eucaristia.